# Arsenopalladinite
La arsenopalladinite è un minerale.